# Вулька (Голдапський повіт)
Вулька (пол. Wólka) — осада в Ґолдапському повіті Вармінсько-Мазурського воєводства. Адміністративно підпорядковане ґміні Бане-Мазурське.
Населення — 90 осіб (2006).
Від 1975 року до адміністративно-територіальної реформи 1998 року належало до Сувалцького воєводства.